# Черкашин Юрій Дмитрович
Черкашин Юрій Дмитрович (нар. 3 квітня 1961, Харків) — український поет, композитор і виконавець (бард).

## Біографія
Юрій Черкашин народився в родині робітників. Закінчив музичну школу по класу гітари.
З 1986 по 1987 рік працював в Тюменській філармонії в групі «Темп», в групі «Візит». З 1987 по 1989 рік Юрій Черкашин працював в Тамбовській філармонії з групою «Кур'єр». Учасник телепередач «До 16 і старше», «Нові імена» та інші. Учасник радіопередач «Для тих, хто в дорозі», «З добрим ранком» та інші. З 1990 по 1995 рік Юрій Черкашин працював в Харківській філармонії.
У 2005 році вступив в «Клуб пісенної поезії ім. Ю.Візбора».